# (6602) Gilclark
(6602) Gilclark es un asteroide que forma parte del cinturón interior de asteroides y fue descubierto por Eleanor F. Helin, el 4 de marzo de 1989, desde el observatorio del Monte Palomar, Estados Unidos.

## Designación y nombre
Gilclark se designó inicialmente como 1989 EC. Más adelante, fue nombrado en honor a Gilbert A. Clark, creador del programa Telescopes in Education (TIE), la primera oportunidad para que los estudiantes en las aulas operaran un telescopio de investigación en tiempo real. Desde que TIE vio la luz por primera vez en 1994, miles de estudiantes y sus profesores han observado utilizando el reflector de 0,6 m del Monte Wilson, inspirando así la astronomía, la ciencia y el pensamiento crítico. Con un liderazgo incansable, Clark reensambló y automatizó un telescopio que otros consideraban inutilizable, y creó un equipo de voluntarios, patrocinadores y personal para mantenerlo en funcionamiento para los estudiantes de todo el mundo. Ahora, listo para expandirse a otros telescopios en todo el mundo, la inspiración educativa de TIE ha llegado y conectado a estudiantes en zonas urbanas, comunidades rurales y ocho países diferentes.

## Características orbitales
Gilclark está situado a una distancia media de 1,871 ua del Sol, pudiendo alejarse hasta 2,008 ua y acercarse hasta 1,733 ua. Tiene una excentricidad de 0,074 y una inclinación orbital de 22,667 grados. Emplea 934,52 días en completar una órbita alrededor del Sol.
Gilclark forma parte del grupo asteroidal de Hungaria.

## Características físicas
La magnitud absoluta de Gilclark es 14,38. Tiene 4,120 km de diámetro y su albedo se estima en 0,237.